# Pseudagapostemon singularis
Pseudagapostemon singularis är en biart som beskrevs av Jörgensen 1912. Pseudagapostemon singularis ingår i släktet Pseudagapostemon och familjen vägbin. Inga underarter finns listade i Catalogue of Life.